# 楊智傑 (詩人)
楊智傑（1985年—），臺灣臺北市人，臺灣青年詩人。作品曾獲林榮三文學獎、全國優秀青年詩人獎、國家文化藝術基金會出版及創作補助等，作品入選《新世紀新世代詩選》，詩集《小寧》入選文訊1970後台灣作家作品評選20年20本詩集，並獲邀任德國柏林文學協會2021年駐會作家。 以詩集《第一事物》獲得第九屆楊牧詩獎。

## 作品
- 詩集《深深》（風球：2012年），ISBN 9789868538160
- 詩集《小寧》（寶瓶：2019年），ISBN 9789864061495
- 詩集《野狗與青空》（雙囍：2019年），ISBN 9789869838801
- 詩集《第一事物》（雙囍：2024年），ISBN 9786269857128

## 文字風格
對於曾獲林榮三文學獎的詩作〈超上海2019〉，國立臺灣大學中文系教授唐捐以「向未來提領詩意」為題，指出楊智傑面對上海這座超速發展的現代都市，激生了一種雄渾（sublime）的詩意；全篇表層具有鮮明的敘述性，惟無論就段落之推演或意象之布置而言，皆多裂痕，有待慢讀細解。詩的語言具有雙重性：一是「劉，一如既往，從未出現。」散文式的敘述句；一是「東亞的腦皮層」、「殘次的幽靈」之類奇喻新詞。兩相雜揉，流暢的句式串起艱澀的意念，形成楊智傑的個人風格。